# Jean-Baptiste Guéneau
Pour les articles homonymes, voir Guéneau.
Jean-Baptiste Guéneau est un homme politique français né le 11 février 1849 à Dezize-lès-Maranges (Saône-et-Loire) et décédé le 1er novembre 1921 à Paris.

## Biographie
Frère de Pierre Guéneau, député, il est agrégé de mathématiques et enseigne dans différents lycées. Il est député de la Côte-d'Or de 1898 à 1902, inscrit au groupe de la Gauche démocratique. Battu en 1902, il devient proviseur du Lycée de Sens, puis retrouve son poste de professeur au lycée Michelet, à Paris.

## Sources
- « Jean-Baptiste Guéneau », dans le Dictionnaire des parlementaires français (1889-1940), sous la direction de Jean Jolly, PUF, 1960 [détail de l’édition]